# Uperoleia talpa
Uperoleia talpa là một loài ếch thuộc họ Myobatrachidae.
Đây là loài đặc hữu của Úc.
Môi trường sống tự nhiên của chúng là xavan khô và đồng cỏ khô nhiệt đới hoặc cận nhiệt đới vùng đất thấp.